# Sericaglaea signata
Sericaglaea signata är en fjärilsart som beskrevs av French 1879. Sericaglaea signata ingår i släktet Sericaglaea och familjen nattflyn. Inga underarter finns listade i Catalogue of Life.

## Bildgalleri

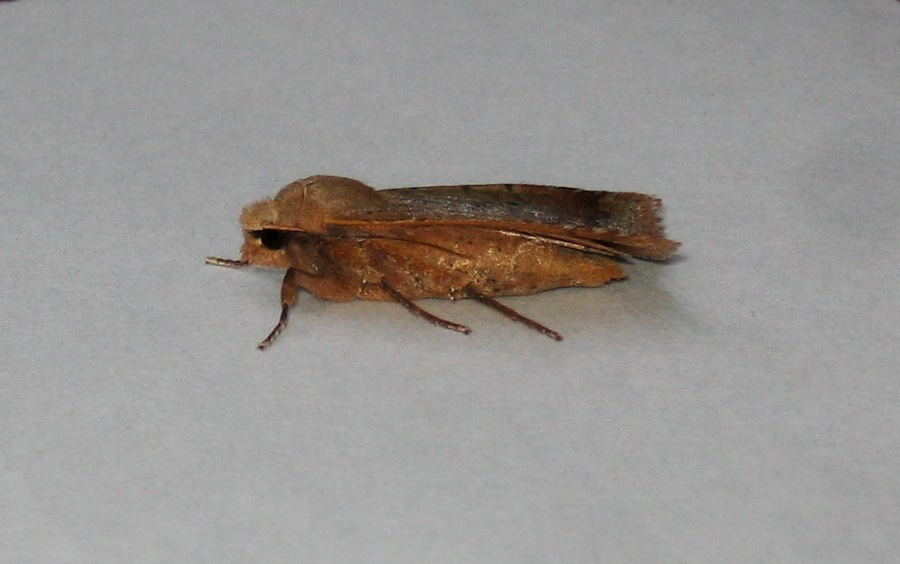